# فينازوسين
فينازوسين Phenazocine (الأسماء التجارية gi Prinadol، Narphen) . هو مسكن أفيوني يماثل البنتازوسين.
وتشمل آثار فينازوسين التسكين والنشوة، ويمكن أن تشمل أيضا انزعاج وهلوسة بجرعات عالية، على الأرجح بسبب التاثير على κ مستقبلات كابا الأفيونية ومستقبلات σ.

## التاريخ
تم اختراعه في 1950،  وطور مع العديد من أفيونات البنززمورفات (مثل بنتازوسين، ديزوسين، سيكلازوسين) أثناء البحث عن المسكنات القوية التي لا تسبب الإدمان.
استعمل بشكل واسع، وكان يعطى كأقراص تحت اللسان 5ملغ على شكل ملح هيدروبروميد، لكن توقف استعماله في المملكة المتحدة في 2001.

## الاسم العلمي وفقاً لـIUPAC
(2R,6R,11R)- 6,11-dimethyl- 3-(2-phenylethyl)- 1,2,3,4,5,6-hexahydro- 2,6-methano- 3-benzazocin- 8-ol
- الصيغة الكيميائية : C22H27NO

كما يلي: C 82.20%, H 8.47%, N 4.36%, O 4.98%
- الكتلة المولية : 321.45588 غ/مول

## المشتقات

### (±)-نموذج
1. الوصف:تشكل عصيات مع الميثانول
2. درجة الانصهار: 181-182°

### (-)-نموذج
1. الوصف: تشكل إبر مع الميثانول
2. درجة الانصهار:159-159.5°
3. [a]D20 -122° (c = 0.74 in 95% ethanol)

### (±)-هيدروبروميد
1. الوصف: تشكل عصيات مع الأسيتون أو مع الإيثر + abs alc.
2. درجة الانصهار: 166-170°
3. الصيغة الكيميائية:C22H27NO.HBr، كما يلي: C 65.67%, H 7.01%, N 3.48%, O 3.98%, Br 19.86%
4. أسماء تجارية: Narphen (Smith & Nephew); Prinadol (SK & F); Xenagol (Desbergers)
5. الوزن الجزيئي: 402.37.
6. الجرعة المميتة لنصف حيوانات التجربة: LD50 s.c. in mice: 332 mg/kg (May, Eddy)

### (-)-هيدروبروميد
1. الوصف: بلورات.
2. درجة الانصهار: 284-287°
3. الجرعة المميتة لنصف حيوانات التجربة: LD50 s.c. in mice: 147 mg/kg (May, Eddy)
4. [a]D20 -84.1° (c = 1.12 in 95% ethanol)

## التأثيرات
تحدث غالباً نتيجة التأثير على المستقبلات الأفيونية كابا وسيغما.
- تسكين.
- نشوة.
- قلق وهلوسة في الجرعات المرتفعة.

هو مسكن أقوى واقل آثار جانبية من بنتازوسين، قد يكون ذلك لأنه يفضل الارتباط بمستقبلات ميو μ وكابا κ. وهو أكثر فعالية منه ومن باقي مركبات البنزمورفان، وذلك بسبب استبدال ن-فنثيل الذي يعزز نشاط مستقبلات ميو في أغلب أصناف المسكنات الأفيونية.
وهو أقوى 4 مرات كمسكن من المورفين، ولا يسبب تشنج العضلة العاصرة، مما يجعله أفضل في علاج الآلام البنكرياسية أو الصفراوية.